# Södermanlands runinskrifter 88
Södermanlands runinskrifter 88 är en vikingatida runsten i Öja socken och Eskilstuna kommun i Södermanland. Den är av gråsten, 235 cm hög, 125 cm bred och 50 cm tjock. Runhöjden är 10-12 cm. Stenen uppges ha stått vid Salsta eller på Vallby gärde men står nu rest på en kulle i Stora Sundby slottspark nordost om slottet på andra sidan en liten vik av östra Hjälmaren.

## Inskriften
Translitterering av runraden:
stin : fastulfʀ : heriulfʀ : ristu stin : þansi : eftiʀ : kilf : faþur : sin : auk at ulfuiþ briuþur : kilfs : kauþu : kuml : snaliʀ : suniʀ : hulmlaukaʀ
Normalisering till runsvenska:
Stæinn, Fastulfʀ, Hæriulfʀ ræistu stæin þannsi æftiʀ Gælf, faður sinn, ok at Ulfvið, broður Gælfs. Gærðu kumbl snialliʀ syniʀ Holmlaugaʀ.
Översättning till nusvenska:
Sten, Fastulv, Härjulv reste denna sten efter Gälv, sin fader, och efter Ulvvid, Gälvs broder. Kumlet gjorde kloka söner av Holmlög.
De sista orden "Kumlet gjorde kloka söner av Holmlög." är skrivna på vers.